# Eternal Tears of Sorrow
Eternal Tears of Sorrow (thường được viết tắt là EToS) là một ban nhạc symphonic/melodic death metal người Phần Lan được thành lập ở Pudasjärvi.

## Lịch sử hoạt động
Ban nhạc được thành lập vào năm 1994 bởi Jarmo Puolakanaho, Altti Veteläinen và Olli-Pekka Törrö, sau nhiều dự án có sự góp mặt của những người đã trở thành thành viên của Eternal Tears of Sorrow. Andromeda, dự án death/doom/thrash metal đầu tiên, đã bị tạm dừng vào cuối năm 1992 vì nơi tập diễn đã bị thiêu rụi. Họ không thể tìm được địa điểm tập mới ở quê nhà nên ba thành viên đã bắt đầu một dự án phụ mới (MDC) và thu âm một đoạn băng demo, Beyond The Fantasy vào mùa thu năm 1993.
Vào mùa xuân năm 1994, họ thu âm một đĩa demo mới, The Seven Goddesses of Frost. Sau đó, ban nhạc quyết định đổi tên sao cho phù hợp hơn khi chọn Eternal Tears of Sorrow. Từ năm 1994 đến năm 1996, ban nhạc làm một số bài hát trên một vài đĩa CD tổng hợp ở Châu Âu và Canada, đồng thời thu âm đĩa nhạc đầu tay của họ, Sinner's Serenade. Phải mất hơn một năm thì album đầu tay được phát hành bởi X-Treme Records, một hãng đĩa underground nhỏ từ Gothenburg ở Thụy Điển. Sau khi nhóm thu âm album thứ hai Vilda Mánnu, Spinefarm Records đã tiếp cận ban nhạc và ngay sau đó họ đã ký hợp đồng với hãng.
Album thứ sáu của ban nhạc, Children of the Dark Waters, ra mắt vào tháng 5 năm 2009 thông qua Suomen Musiikki ở Phần Lan, Massacre Records ở các nước khác của Châu Âu và Marquee/Avalon ở Châu Á. Đĩa đơn mới, "Tears of Autumn Rain," đã được phát hành ở Phần Lan và Nhật Bản cũng như trên trang MySpace của ban nhạc. Ca khúc còn lại trong đĩa đơn là bản tái thu âm bài "Vilda Mánnu" trong album thứ hai của họ. Children of the Dark Waters xếp ở vị trí số 19 tại bảng xếp hạng Top 40 Album của Phần Lan.
Album thứ 7 của nhóm, Saivon Lapsi, được phát hành vào tháng 2 năm 2013. Mika Lammassaari rời ban nhạc vào năm 2018 và Risto Ruuth tái gia nhập ban nhạc. Hiện tại, ban nhạc đang sáng tác nhạc phẩm mới.

## Danh sách đĩa nhạc

### Album phòng thu
- Sinner's Serenade (1997)
- Vilda Mánnu (1998)
- Chaotic Beauty (2000)
- A Virgin and a Whore (2001)
- Before the Bleeding Sun (2006)
- Children of the Dark Waters (2009)[6]
- Saivon Lapsi (2013)

### Đĩa đơn
- Sacrament of Wilderness (đĩa đơn riêng với Nightwish và Darkwoods My Betrothed) (1998)
- The Last One for Life (chỉ ở Phần Lan) (2001)
- Tears of Autumn Rain (2009)
- Dark Alliance (2013)

## Thành viên

### Thành viên hiện tại
- Altti Veteläinen – hát, bass, 1994–nay
- Jarmo Kylmänen – hát trong, 2008–nay
- Jarmo Puolakanaho – guitar, 1994–nay[7]
- Risto Ruuth – guitar, 2005–2009, 2018–nay[8]
- Janne Tolsa – keyboard, 2005–nay
- Juho Raappana – trống, 2008–nay

### Thành viên cũ
- Olli-Pekka Törrö – guitar, 1994–1999 (For My Pain..., cũng trong tất cả các dự án tiền EToS)
- Pasi Hiltula – keyboard, 1999–2003 (Kalmah, Scenery Channel, Burning Point), nhạc sĩ lưu diễn thuê 2009–2010
- Antti-Matti Talala – guitar, 1999–2000 (To/Die/For, Soulrelic, Kalmah)
- Antti Kokko – guitar 2000–2003, chơi bass với tư cách nhạc sĩ lưu diễn nháp 1997–1998 (Kalmah)
- Petri Sankala – trống 1999–2008, nhạc sĩ lưu diễn thuê 1997–1998 (For My Pain...., Kalmah, cũng như trong Andromeda 1992–93)
- Mika Lammassaari – guitar, 2009–2018, (Wolfheart, Mors Subita)